# L'ultima lettera d'amore
L'ultima lettera d'amore (The Last Letter from Your Lover) è un film del 2021 diretto da Augustine Frizzell.
Il film è l'adattamento cinematografico del romanzo omonimo del 2011 scritto da Jojo Moyes.

## Trama
Ellie Haworth, giornalista di un quotidiano londinese disillusa dall'amore dopo una lunga relazione chiusa male, deve fare un articolo che celebri la carriera di un'anziana collega appena scomparsa.
Nell'archivio del giornale, tra le carte della collega, scopre una lettera risalente agli anni '60 che rivela una relazione romantica e segreta tra una donna dell'alta società e un giornalista, che la incuriosisce spingendola ad indagare. Con l'aiuto dell'archivista Rory, approfondisce le ricerche trovando altre lettere, riuscendo a ricostruire la storia romantica e tormentata celata dietro a questa corrispondenza.
A metà anni '60, Jennifer Stirling, in vacanza in Costa Azzurra, conobbe il giornalista Anthony O'Hare, che cominciò a frequentare, specie dopo che il marito Laurence, che la trascurava, partì per un impegno d'affari. All'evidente attrazione si accompagnò una fitta corrispondenza, ma il ritorno del marito di lei rimandò l'inizio di un rapporto passionale concretizzatosi più tardi a Londra. Jennifer riuscì a nascondere la relazione al marito fin quando, per seguire Anthony in partenza per New York, ebbe un terribile incidente stradale nel quale perse temporaneamente la memoria. Presa coscienza del tradimento, il marito dapprima cercò di impedire a lei di ricordare, quindi le mentì dicendo che il suo amante era morto nell'incidente. Quattro anni più tardi, lei scoprì la verità, incontrando Anthony accidentalmente. Durante lo stesso incontro accidentale, Anthony le propose di fuggire con lei. Avendo una bambina, Jennifer lasciò andare Anthony, salvo ripensarci e poi seguirlo invano, quando lui, deluso, aveva già tagliato i ponti con tutti. Lei portò comunque le loro lettere alla redazione del giornale che lui aveva lasciato, con la preghiera di consegnargliele, se si fosse rifatto vivo.
Ai giorni nostri, Ellie scopre che Jennifer è ancora a Londra, ma quando la contatta, viene respinta. Scoperto che anche Anthony è a Londra, è lei a rivelargli come andarono le cose nell'ultima separazione. Su suggerimento di Rory, Ellie dà poi un consiglio che sarà risolutivo nel capire veramente se Jennifer ha chiuso con il passato come dice. Saputo infatti che la stessa aveva riattivato la casella postale utilizzata negli anni '60, consiglia a Anthony di inviare a quell'indirizzo un'ultima lettera con la speranza di riallacciare il rapporto. E così Jennifer, che infatti da 50 anni controlla invano la sua casella di posta, ricevuta la lettera tanto attesa, si reca nel "solito" posto in cui il suo amato la attende per riabbracciarla.
Ellie, che aveva un po' maltrattato Rory, innamoratosi di lei dal primo giorno, può aprirsi ora ad una nuova relazione, avendo riacquistato fiducia nell'amore.

## Produzione
Le riprese del film, iniziate a Maiorca il 14 ottobre 2019, si sono poi spostate nel Regno Unito e sono terminate il 15 dicembre dello stesso anno.

## Promozione
Il primo trailer del film è stato diffuso il 4 maggio 2021.

## Distribuzione
La pellicola è stata distribuita su Netflix a partire dal 23 luglio 2021.